# 15. Arrondissement (Marseille)
Das 15. Arrondissement ist ein Arrondissement (Stadtbezirk) der südfranzösischen Stadt Marseille. 2008 lebten hier 78.396 Menschen.

## Lage und Stadtviertel
Das Arrondissement befindet sich im Norden des Stadtgebiets. Im Norden grenzt es an Les Pennes-Mirabeau und Septèmes-les-Vallons, im Osten ans 14. Arrondissement, im Süden ans 3., im Südwesten ans 2. und im Nordwesten ans 16. Arrondissement. Im Westen gehört ein schmaler Küstenstreifen des Mittelmeers zum Arrondissement.
Offiziell unterteilt sich das Arrondissement in elf Stadtviertel:
- Les Aygalades
- Les Borels
- La Cabucelle
- La Calade
- Les Crottes
- La Delorme
- Notre-Dame Limite
- Saint-Antoine
- Saint-Louis
- Verduron
- La Viste

## Kultur
Im Arrondissement befindet sich das Théâtre de la Sucrière.

## Religion
Es überwiegen römisch-katholische Kirchen, insbesondere gibt es die Église des Aygalades und die Église Saint-Louis. Zudem gibt es etwa zehn Moscheen, die armenische Église des Saints Tadéos et Parthomios, eine Synagoge und eine buddhistische Pagode.